# Внимание, розыск!
«Внимание, розыск!» — российская телепередача, выходившая на телеканале НТВ с 13 сентября 2001 по 28 декабря 2011 года. Изначально она выходила в формате детективного ток-шоу в прямом эфире, затем стала документальным детективом.

## О программе
Идея программы возникла летом 2001 года — коллектив журналистов телеканала стал вынашивать идею о создании уголовного ток-шоу на смену ушедшей с НТВ вместе с командой Киселёва передаче Николая Николаева «Независимое расследование». Оформить идею в телепередачу помог случай: в сентябре 2001 года из Бутырского следственного изолятора сбежали три особо опасных преступника — Владимир Железогло, Анатолий Куликов и Борис Безотечество, чему и был посвящён первый выпуск программы. 
Программа выходила с 13 сентября 2001 по 28 декабря 2011 года. Первые выпуски передачи вёл Олег Чертков. С осени 2001 по 1 августа 2004 года программу представлял Александр Анучкин. В первоначальной версии программы в формате ток-шоу сотрудники правоохранительных органов, учёные-криминалисты и психологи пытались спрогнозировать, где и как искать любого особо опасного преступника. В 2001—2003 годах программа выходила в эфир из 11-й студии Останкино, по формату и структуре почти полностью копировала «Независимое расследование». Затем, ввиду того, что прямой эфир не позволял авторам в полной мере рассказывать об опасностях, которые могут подстерегать на улице, программа перешла в формат телерасследования, где есть возможность реконструировать события и наглядного показа того, как не попадать в опасные ситуации.

### Смена формата
Последний выпуск программы под названием «Внимание, розыск!» перед перезапуском вышел 1 августа 2004 года. С 12 сентября 2004 года, после реорганизации отдела правовых программ НТВ, его трансформации в Дирекцию правового вещания и выхода из летнего отпуска, программа стала называться «Особо опасен!». С осени 2004 по 12 февраля 2011 года программу вёл полковник милиции в отставке Сергей Авдиенко. Этот вариант программы Дирекция общественно-правового вещания НТВ делала вместе с телекомпанией Дэвида Гамбурга «Версия». В данном варианте в конце программы также показывались фотографии преступников, объявленных в розыск, с указанием номеров телефона и иногда вознаграждения за поимку и ценную информацию о них. В своё время героями программы стали такие известные преступники, как Владислав Степанов, Максим Говоров, Ирина Гайдамачук, Роман Алтухов, Владимир Рыбалкин и другие.
Одной из запоминающихся особенностей программы стала харизма и яркая манера повествования ведущего Сергея Авдиенко (к примеру в выпуске «Народный суд» он вышел в студию в судейской мантии и белом парике). Кроме освещения различных уголовных историй, в программе давались советы, как не стать жертвой преступника. Съёмочная группа устраивала различные социальные эксперименты, которые снимались скрытой камерой. Во многих выпусках делались отсылки к произведениям кино и литературы, также брались интервью у известных артистов, писателей и других деятелей культуры. При этом далеко не все выпуски были посвящены розыску того или иного преступника, некоторые передачи были посвящены социальным проблемам. Так, выпуск «Суд домохозяек» критиковал систему суда присяжных в России, а выпуск «Охотницы на олигархов» осуждал поведение светских львиц.  
С 19 февраля по 28 декабря 2011 года программа вернула прежнее название и сменила ведущего — теперь программу вместо Сергея Авдиенко вела Ирина Волк. В этом формате программы авторы рассказывали три истории о преступниках, объявленных в розыск, а затем объявляли зрителям вознаграждение за их поимку. В течение первой половины 2012 года программа шла в утренней сетке вещания телеканала (в 10:25), но уже только в повторах.

## Критика
Почти в каждом эпизоде программы нередко в подробностях описывались расправы и демонстрировались снимки, на которых были крупным планом запечатлены обезображенные тела жертв и трупы с лужами крови, взятые из милицейских архивов. За чрезмерный натурализм программа неоднократно подвергалась критике. Особо критично было то, что эта программа шла в дневное, реже в утреннее время. Телекритик Анна Качкаева отмечала: 
Несколько лет назад в сюжете на ту же тему истерзанная девочка задирала рубашонку, показывая ножевые ранения. И так называемый журналист говорил: „Врачи беспокоятся за душевное здоровье девочки“. Именно эти ежедневные выпуски „по следам преступлений“ дёшевы в исполнении и приносят доход.
Передачу неоднократно обвиняли в подтасовке фактов и клевете. Так, в апреле 2005 года Пресненский районный суд ЦАО Москвы признал сведения о тогдашнем заместителе спикера Совета Федерации Сергея Миронова Рафгате Алтынбаеве, обнародованные в июне 2004 года на НТВ в программе «Внимание, розыск!», не соответствующими действительности, порочащими честь, достоинство и деловую репутацию истца, и потребовал взыскать с телеканала возмещение морального вреда. 
Уход Олега Черткова из передачи, по мнению газеты «Московский комсомолец», был связан с тем, что в редакцию передачи нередко звонили сообщники преступников, угрожавшие съёмочной группе программы. Обоснования для угроз были серьёзными, поскольку корреспонденты программы отслеживали дело Ореховской ОПГ и принимали участие в задержании двух членов этой банды — Кравченко и Полянского.
В мае 2007 года, после эфира программы «Особо опасен!», показанного на НТВ 5 мая того же года, руководство ОАО «Тольяттиазот» потребовало извинений от руководства телекомпании. Поводом послужил сюжет из передачи, в котором ведущий Сергей Авдиенко представил председателя совета директоров этой компании Владимира Махлая в образе преступника, а также озвучил не соответствующие действительности домыслы о его заинтересованности в пожаре в здании ГУВД Самарской области, произошедшем в феврале 1999 года. Сам же химзавод обвинялся в «крышевании» мошенников на московских автопарковках, что также не соответствовало действительности. 
26 июня компания, чья репутация была опорочена, подала иск к телекомпании НТВ и ведущему программы в Арбитражный суд Москвы о возмещении ущерба, требуя взыскать с канала 38,25 миллионов рублей. На НТВ иск по состоянию на июнь 2007 года иск комментировать отказались.

## Пойманные преступники
В интервью «Эхо Москвы» Сергей Авдеенко сказал:
Ну, я могу сказать простую вещь, что каждая программа, выходящая еженедельно, объявляет розыск скрывших от суда и следствия злоумышленников, и вот за 4 сезона 19 преступников или подозреваемых было разыскано с помощью программы. Я считаю, что показатель довольно неплохой для общественно-политической или правовой направленности программы. В среднем показатель розыскного подразделения в органах внутренних дел, наверное <...> Естественно, люди не все смотрят телевизор просто ради просмотра программы, кто-то что-то запоминает, что-то видит. Сообщает. Поэтому я считаю, что это нормальная реакция. И, в общем-то, желаемая реакция. Если бы люди были повнимательней, и более социально активны, занимали более гражданскую позицию, возможно, меньше было бы грязи, и возможно больше бы преступников, объявляемых в розыск через нашу программу, оказывались бы пойманными.
- Один из первых сюжетов программы был посвящён учителю физкультуры московской школы №874 Сергею Юхатскому, которого обвиняли в педофилии и издевательствами над детьми, однако предъявить доказательств ему не могли. Согласно заметке газеты «Московский комсомолец» за 2002 год, спустя более полугода после выхода в эфир выпуска о Юхатском поступил телефонный звонок, в котором выяснилось, что похожий человек работал на складе. Преступника оперативно задержали, а съёмочная группа засняла прибытие Юхатского в наручниках на Павелецкий вокзал[5].
- В другом сюжете рассказывалось о пропавшем без вести 10-летнем мальчике Павле Сорокалетове, чья мать вышла замуж за финна Антеро Тюппе и уехала из Карелии: вскоре Тюппе убил её, а сам Павел пропал без вести. Выход передачи спровоцировал большой общественный резонанс в Финляндии, поскольку уголовных дел в стране по подобным убийствам не заводилось с 1945 года. В итоге под давлением СМИ Тюппе вынужден был сознаться в убийстве мальчика и показать место, где им был спрятан труп[5].
- Когда по НТВ стали показывать анонсы передачи о воре-«медвежатнике» Борисе Потапове, разыскиваемый преступник лично позвонил в редакцию и явился с повинной, рассказав собственную биографию и подробности совершаемых ими краж. Деньги, которые причитались лицам, поймавшим преступника, он попросил передать в фонд помощи бездомным детям[5].
- В 2009 году двое подростков из станицы Багаевской (в Ростовской области) после просмотра одного из выпусков «Особо опасен», опознали в местном священнике серийного педофила Романа Погребнюка и позвонили на НТВ[14]. В скором времени Погребнюк был арестован[22], а в декабре того же года он был осуждён на 14 лет колонии[23].
- Последний выпуск программы «Особо опасен» в 2009 году назывался «Обезвреженные». В ней Сергей Авдиенко рассказал о пойманных с помощью телезрителей преступниках. В частности, в программе были показаны двое подростков, которые изнасиловали и убили свою сверстницу и скрылись, а также о молодом мужчине, который изнасиловал девочку и не был пойман. Благодаря звонкам телезрителей, все трое были пойманы.
- Убийца Азамат Карданов сбежал прямо со следственного эксперимента (сентябрь 2010 года). Более месяца он находился в розыске. После того как его показали в программе, уже через сутки он был арестован в Кабардино-Балкарии. Об этом было рассказано в выпуске «Добегался!». Через год преступник был осуждён за участие в 5 убийствах и приговорён к 21 году лишения свободы[24].

## Награды
- За первые два года работы программа получила десятки благодарностей от руководства МВД России, Генпрокуратуры и Министерства юстиции РФ[25].
- В 2003 году программа «Внимание, розыск!» (автор и ведущий — Александр Анучкин, продюсер — Александр Жебровский) получила Супер гран-при V Международного фестиваля «Золотой Георгий-2003», проходившего в Киеве[26].